# Братья Костевы
Илья́ Никола́евич Ко́стев (бел. Ілля Мікалаевіч Косцеў, род. 30 июля 1998) и Станисла́в Никола́евич Ко́стев (бел. Станіслаў Мікалаевіч Косцеў, род. 19 августа 2000) — белорусские братья, преступники, убийцы. В 2019 году они убили свою соседку, учительницу-дефектолога Наталью Кострицу, в городе Чериков Могилёвской области, за что в 2020 году были приговорены к смертной казни. В 2021 году помилованы президентом Беларуси Александром Лукашенко — что является вторым случаем за всю историю независимой Беларуси. Смертная казнь была заменена пожизненным заключением.

## Биография
Братья Костевы выросли в многодетной семье, считавшейся неблагополучной. В 2001 году умер их отец Николай. Впоследствии Илья Костев вспоминал: «Мать как могла воспитывала нас, но четверых детей прокормить одной тяжело. С утра до ночи работала в колхозе, и поэтому семья считалась неблагополучной». В 2011 году социальные службы изъяли из семьи Станислава, поскольку Костевых признали находящейся в социально опасном положении семьёй, а мать лишили родительских прав. Сообщалось, что Станислав страдал от диссоциального расстройства. Примерно в то же время Илья был помещён в детский дом семейного типа.
Впоследствии Илья закончил профессиональный лицей во Мстиславле и уезжал на заработки в Россию, чтобы помочь семье. Официально он не был нигде трудоустроен, страдал хроническим алкоголизмом. Илья встречался с девушкой, но беспричинно её избивал, и поэтому они скоро расстались. Станислав состоял на учёте у нарколога и месяц провёл под арестом за угон автомобиля. К моменту совершения преступления мать братьев Наталья отбывала наказание в исправительной колонии-поселении за невыплату алиментов на содержание детей.

## Обстоятельства преступления
По соседству с домом Костевых проживала учитель-дефектолог средней школы № 2 Черикова 47-летняя Наталья Кострица, у которой был конфликт с Костевыми. Кострица сообщила в социально-педагогический центр, что старшая сестра Костевых Анна, мать троих или четверых детей, не исполняет родительских обязанностей во время декретного отпуска, из-за чего их признали находящимися в социально опасном положении. По воспоминаниям Анны, её конфликт с Кострицей, которая регулярно оскорбляла её и угрожала сдать детей в детский дом, длился четыре года. В 2017 году её детей забрали органы опеки после того, как Кострица, по словам её матери, спасла жизнь двум из них: один из них ползал по крыше туалета, а другой мог утонуть в канаве. Взрослых рядом не оказалось; Анны дома не было, а присматривать за детьми она доверила одному из братьев, но тот просьбу не выполнил. После убийства, совершённого её братьями, Анна и её семья подвергались травле, ей угрожали расправой.
В ночь с 9 на 10 апреля 2019 года Илья и Станислав, выпив по 3 литра пива, пошли к Наталье Кострице (предположительно, из-за её конфликта с сестрой). В тот день она была одна (муж находился на заработках в России), но впустила их. Братья избили Кострицу и нанесли ей около 100 ударов ножом, после чего, чтобы замести следы, украли компьютер и подожгли дом, а нож выбросили в реку Сож. Из дома потерпевшей Костевы ушли в 3:30, проведя там четыре часа. Смерть Кострицы наступила лишь утром 10 апреля. После тушения дома спасатели МЧС обнаружили её тело с множественными ножевыми ранениями. Братьев Костевых быстро установили и обнаружили похищенный компьютер на чердаке их дома. Братья признались в совершении преступления. У убитой Натальи Кострицы остался сын. На следствии братья Костевы рассказали, что к Кострице они шли защитить свою сестру.

## Следствие и суд
Дело рассматривалось Могилёвским областным судом. 24 декабря 2019 года в интервью российской радиостанции «Эхо Москвы» президент Республики Беларусь Александр Лукашенко высказался о деле, назвав братьев подонками и сказав, что они убили свою учительницу, хотя приговор ещё не был оглашён:
У нас на контроле президента есть общественно значимые дела. Вчера мне докладывал председатель Верховного суда о разбирательстве этих дел. Вот одно из них: два подонка, иначе их не назовёшь, — уже и разбои были, и наказывали их — убили свою учительницу. За то, что она защитила двоих детишек их сестры. Сестра — никакая, асоциальный элемент, а учительница защитила их и потребовала изъять из семьи. Они её резали всю ночь, они убивали её всю ночь. Она умоляла, просила, и в конце концов они её к утру добили. Каково?
При этом Лукашенко сообщил ложную информацию («уже и разбои были, и наказывали их»): ни один из братьев не был судим за разбой.
По словам Александра, мужа убитой, во время судебных слушаний обвиняемые смеялись, раскаяния они не испытывали. Мать Кострицы заявляла, что Илья проявлял к ней полное неуважение и, обращаясь к ней, крутил пальцем у виска. На суде преступники говорили, что были настолько пьяны, что не помнят деталей преступления. 8 января 2020 года прокурор запросила приговорить братьев к смертной казни. 9 января, выступая с последним словом, братья раскаялись в совершении преступления. Братьев признали виновными по статьям Уголовного кодекса Республики Беларусь 139 «Убийство», 205 «Кража», 218 «Умышленные уничтожение либо повреждение имущества», а Илью дополнительно признали виновным по статье 206 «Грабёж» (ближе к утру он отнял у прохожей мобильный телефон). Статья 139 была применена по трём пунктам — п. 6 ч. 2 «убийство, совершённое с особой жестокостью», п. 10 ч. 2 «убийство лица или его близких в связи с осуществлением им служебной деятельности или выполнением общественного долга» и п. 15 ч. 2 «убийство, совершённое группой лиц».
10 января 2020 года Илья и Станислав Костевы были приговорены к смертной казни через расстрел. Зрители, присутствовавшие в зале суда, аплодировали приговору. Суд также приговорил братьев к выплате потерпевшим 250 тысяч рублей (ок. 120 тысяч долларов США), но из-за отсутствия у них имущества на такую сумму компенсация фактически не будет выплачена. Приговор братьям Костевым оказался первым вынесенным смертным приговором в Беларуси в 2020 году. 6 марта того же года за убийство двух пенсионеров под Слуцком к смертной казни был приговорён Виктор Скрундик.
13 января 2020 года спецдокладчик Парламентской ассамблеи Совета Европы Титус Корлэцян осудил вынесение смертного приговора братьям. 15 января 2020 года Европейская служба внешних связей выразила глубокую обеспокоенность вынесением новых смертных приговоров, включая приговор братьям Костевым, и призвала к отмене смертной казни. К резолюции присоединились также 13 стран, не входящие в Европейский союз: Албания, Андорра, Босния и Герцеговина, Грузия, Исландия, Лихтенштейн, Молдавия, Монако, Норвегия, Сан-Марино, Северная Македония, Украина и Черногория.
После вынесения приговора началась травля по отношению к семье Костевых, в частности к их сестре Анне. В её адрес поступали угрозы расправой с ней и её детьми. Опасаясь за свою жизнь и своих детей, Анна была вынуждена уехать из Черикова.

### Апелляция
После вынесения приговора адвокаты Костевых начали составлять апелляцию в Верховный Суд Республики Беларусь, в которой просили заменить смертную казнь пожизненным лишением свободы. В апелляционной жалобе адвокаты Костевых назвали основаниями для пересмотра приговора чистосердечное раскаяние, сотрудничество со следствием, молодой возраст обвиняемых, отсутствие умысла на уничтожение хозяйственной постройки. Было также указано, что убийство Кострицы не было связано с исполнением должностных обязанностей (п. 10 ч. 2 статьи 139), поскольку Костевы, по словам адвокатов, не знали о том, что именно Кострица была инициатором признания их сестры, находящейся в социально опасном положении, и потому братья не представляют общественной опасности. В жалобе подчёркивались нарушения прав братьев на защиту: после задержания Станислав встретился с адвокатом только на 3 минуты; 12 томов дела братья изучили за 1 час 21 минуту и 2 часа 48 минут, а результаты 58 экспертиз — за 5 и 19 минут. На суде первой инстанции на обвиняемых оказывалось давление: родственники Кострицы постоянно оскорбляли братьев и перебивали их во время дачи показаний. Адвокаты отметили, что Александр Лукашенко публично назвал братьев убийцами до вынесения приговора в контексте защиты смертной казни, чем, по их мнению, оказал давление на суд. Илья Костев в последнем слове апелляции просил снисхождения к младшему брату:
Я прошу быть более гуманным даже не по отношению ко мне, а к моему брату, ведь он ещё ребёнок. Каждый человек заслуживает исправления. Это ужасное преступление произошло по моей вине.
В апреле 2020 года Amnesty International начала кампанию с целью заменить смертную казнь пожизненным лишением свободы. Сестра приговорённых Анна создала петицию к Лукашенко, в которой просила его помиловать братьев; её подписали около 800 человек. Отдельно была подана жалоба против ограничения руководством могилёвской тюрьмы общения Станислава со священником. При этом родители Натальи Кострицы обратились в Администрацию президента с просьбой наказать Костевых по справедливости, обращение подписали также около 800 человек.
22 мая 2020 года состоялось рассмотрение апелляции братьев Костевых в Верховном Суде Республики Беларусь. Отбывавшей наказание за неуплату алиментов матери убийц приехать на заседание не разрешили. Во время заседания Илья вспомнил о своём тяжёлом детстве и заявил:
Ей [матери] было тяжело одеть и прокормить нас. В 11 лет я уже зарабатывал свои личные деньги. Не крал, не обманывал, а именно своим трудом. Эти трудности нас не обозлили, а научили нас ценить друг друга, любить. Я окончил лицей, получил образование, попросился в 17 лет поехать в Россию заработать денег. Я стремился к лучшей жизни. Не пытаюсь вызвать жалость, я хочу, чтобы вы поняли — мы абсолютно нормальные люди. Я вас прошу — будьте мягче к Стасу, не судите его строго. Мы готовы понести наказание, но я надеюсь, что оно будет справедливым. Прошу вас дать нам шанс на жизнь, на освобождение, на нормальное развитие. Высокий суд, если вы дадите мне смертный приговор, дайте Стасу право на жизнь, ведь он еще ребёнок.
Мать убитой Натальи Кострицы во время суда показала документы, в которых перечислялись травмы, нанесённые её дочери, и заявила, что «вместе с Наташей эти нелюди убили всю нашу семью». Верховный Суд оставил смертный приговор в силе. Братья Костевы ожидали исполнения смертного приговора в СИЗО-1 в Минске.

### Помилование
30 апреля 2021 года мать Костевых приехала в СИЗО-1 для передачи посылки. Ей сказали, что братьев нет в СИЗО, их перевели в карантин в связи с указом президента о помиловании. Братьев этапировали в тюрьму № 8 в городе Жодино для отбытия пожизненного срока. Впоследствии эта информация была подтверждена: сестра осуждённых Анна рассказывала о свидании с ними координатору правозащитного центра «Весна» Андрею Полуде. По её словам, Илья и Станислав содержатся в разных камерах и вместе с другими пожизненно осуждёнными. Родственники осуждённых выражали благодарность правозащитникам, журналистам, активистам и другим неравнодушным людям, которые боролись за помилование братьев.